# Türkoğlu
Türkoğlu est une ville et un district de la province de Kahramanmaraş dans la région méditerranéenne en Turquie.